# Adimensionalización y escalamiento de las ecuaciones de Navier-Stokes
En mecánica de fluidos, la no dimensionalización de las ecuaciones de Navier-Stokes es la conversión de la ecuación de Navier-Stokes a una forma adimensional. Esta técnica puede facilitar el análisis del problema en cuestión y reducir el número de parámetros libres. El tamaño pequeño o grande de ciertos parámetros adimensionales indica la importancia de ciertos términos en las ecuaciones para el flujo estudiado. Esto puede ofrecer posibilidades de despreciar términos en ciertas zonas del flujo considerado. Además, las ecuaciones no dimensionales de Navier-Stokes pueden ser beneficiosas si se plantean situaciones físicas similares, es decir, problemas en los que los únicos cambios son los de las dimensiones básicas del sistema.
El escalamiento de la ecuación de Navier-Stokes se refiere al proceso de selección de las escalas espaciales adecuadas - para un determinado tipo de flujo - que se utilizarán en la no dimensionalización de la ecuación. Como las ecuaciones resultantes deben ser adimensionales, hay que encontrar una combinación adecuada de parámetros y constantes de las ecuaciones y características del flujo (dominio). Como resultado de esta combinación, se reduce el número de parámetros que deben analizarse y los resultados pueden obtenerse en términos de las  variables escaladas.

## Necesidad de adimensionar y escalar
Además de reducir el número de parámetros, la ecuación no dimensionada ayuda a obtener una mayor comprensión del tamaño relativo de los diversos términos presentes en la ecuación. Tras una adecuada selección de escalas para el proceso de no dimensionamiento, esto conduce a la identificación de los términos pequeños en la ecuación. El desprecio de los términos más pequeños frente a los más grandes permite simplificar la situación. Para el caso del flujo sin transferencia de calor, la ecuación no dimensionada de Navier-Stokes depende sólo del Número de Reynolds y por lo tanto todas las realizaciones físicas del experimento relacionado tendrán el mismo valor de variables no dimensionadas para el mismo Número de Reynolds.
El escalamiento ayuda a comprender mejor la situación física, con la variación en las dimensiones de los parámetros involucrados en la ecuación. Esto permite realizar experimentos en prototipos de menor escala siempre que los efectos físicos que no estén incluidos en la ecuación no dimensionada no sean importantes.

## Ecuación de Navier-Stokes no dimensionada
La ecuación incompresible del momento de Navier-Stokes se escribe de lasiguiente manera:
{\displaystyle {\frac {\partial \mathbf {u} }{\partial t}}+(\mathbf {u} \cdot \nabla )\mathbf {u} =-{\frac {1}{\rho }}\nabla p+\nu \nabla ^{2}\mathbf {u} +\mathbf {g} .} 
donde ρ es la densidad; p es la presión; ν es la viscosidad cinemática; u es la velocidad de flujo y g
es el campo de aceleración del cuerpo.
La ecuación anterior puede ser no dimensionada mediante la selección de las escalas apropiadas como se indica a continuación:
| Escala                                                           | variable adimensional |
| ---------------------------------------------------------------- | --- |
| Longitud L                                                       | {\displaystyle \mathbf {r} ^{*}\ ={\frac {\mathbf {r} }{L}}} and {\displaystyle \nabla ^{*}\ =L\nabla } |
| Velocidad de flujo U                                             | {\displaystyle \mathbf {u} ^{*}\ ={\frac {\mathbf {u} }{U}}\,} |
| Tiempo L/U                                                       | {\displaystyle t^{*}\ ={\frac {t}{L/U}}\,} |
| Presión: no hay una selección natural para la escala de presión. | Donde los efectos dinámicos son dominantes, es decir, los flujos son de alta velocidad {\displaystyle p^{*}={\frac {p}{\rho U^{2}}}} Donde los efectos viscosos son dominantes, es decir, los flujos de arrastre {\displaystyle p^{*}={\frac {pL}{\mu U}}} |
Sustituyendo las escalas se obtiene la ecuación no dimensional:
| {\displaystyle {\frac {\partial \mathbf {u^{*}} }{\partial t^{*}}}+(\mathbf {u^{*}} \cdot \nabla ^{*})\mathbf {u^{*}} \ =-\nabla ^{*}p^{*}+{\frac {1}{Re}}\nabla ^{*2}\mathbf {u^{*}} +{\frac {1}{Fr^{2}}}{\hat {g}}.} | \| \| \| \| \| \| \| \| | (1) |
| |                         |     |
| |                         |     |

donde Fr es el número de Froude y Re es el número de Reynolds

### Flujos con una gran viscosidad
Para los flujos en los que las fuerzas viscosas son dominantes, es decir, son flujos lentos con gran viscosidad, se utiliza una escala de presión viscosa μU/L. En ausencia de una superficie libre, la ecuación obtenida es:
| {\displaystyle Re\left({\frac {\partial \mathbf {u^{*}} }{\partial t^{*}}}+(\mathbf {u^{*}} \cdot \nabla ^{*})\mathbf {u^{*}} \right)\ =-\nabla ^{*}p^{*}+\nabla ^{*2}\mathbf {u^{*}} .} | \| \| \| \| \| \| \| \| | (2) |
| |                         |     |
| |                         |     |

### Régimen de Stokes
- Véase también: Flujo de Stokes

El escalamiento de la ecuación (1) puede hacerse en un flujo donde el término de inercia es menor que el término viscoso, es decir, cuando Re → 0;  entonces los términos de inercia pueden ser despreciados, dejando la ecuación de un movimiento de arrastre
{\displaystyle Re{\frac {\mathrm {D} \mathbf {u^{*}} }{\mathrm {D} t^{*}}}=-\nabla ^{*}p^{*}+\nabla ^{*2}\mathbf {u^{*}} .}
Tales flujos tienden a tener influencia de la interacción viscosa a grandes distancias de un objeto. A un bajo número de Reynolds la misma ecuación se reduce a una ecuación de difusión, llamada ecuación de Stokes:
{\displaystyle -\nabla ^{*}p^{*}+\nabla ^{*2}\mathbf {u^{*}} =\mathbf {0} .}

### Régimen de Euler
Del mismo modo, si Re → ∞ es decir, cuando las fuerzas de inercia dominan, la contribución viscosa puede ser despreciada. La ecuación no dimensionada de Euler para un flujo invisible es:
{\displaystyle {\frac {\partial \mathbf {u^{*}} }{\partial t}}+(\mathbf {u^{*}} \cdot \nabla ^{*})\mathbf {u^{*}} \ =-\nabla ^{*}p^{*}.}

### Caso de densidad variable debido a la concentración y la temperatura
La variación de la densidad debida tanto a la concentración como a la temperatura es un campo de estudio importante en la doble convección difusiva. Si se tienen en cuenta los cambios de densidad debidos tanto a la temperatura como a la salinidad, entonces se añaden algunos términos más al componente Z del momento, como sigue:

{\displaystyle {\frac {\partial W}{\partial t}}+U{\frac {\partial W}{\partial X}}+W{\frac {\partial W}{\partial Z}}\ =-{\frac {1}{\rho _{o}}}{\frac {\partial p_{d}}{\partial Z}}+v\left({\frac {\partial ^{2}W}{\partial X^{2}}}+{\frac {\partial ^{2}W}{\partial Z^{2}}}\right)\ -g\left(\beta _{s}\nabla {S}-\beta _{T}\nabla {T}\right)}
Donde S es la salinidad del fluido, βT es el coeficiente de expansión térmica a presión constante y βS es el coeficiente de expansión salina a presión y temperatura constantes.
No se dimensiona usando la escala:
{\displaystyle S^{*}={\frac {S-S_{B}}{S_{T}-S_{B}}}} and {\displaystyle T^{*}={\frac {T-T_{B}}{T_{T}-T_{B}}}}
se tiene 
{\displaystyle {\frac {\partial W^{*}}{\partial t^{*}}}+U^{*}{\frac {\partial W^{*}}{\partial X^{*}}}+W^{*}{\frac {\partial W^{*}}{\partial Z^{*}}}\ =-{\frac {\partial p_{d}}{\partial Z^{*}}}+Pr\left({\frac {\partial ^{2}W^{*}}{\partial X^{*2}}}+{\frac {\partial ^{2}W^{*}}{\partial Z^{*2}}}\right)\ -{Ra_{s}Pr_{s}S}+{Ra_{T}Pr_{T}T}}
donde ST, TT representan la salinidad y la temperatura en la capa superior, SB, TB representan la salinidad y la temperatura en la capa inferior,  Ra es el Número de Rayleigh y Pr es el Número de Prandtl. La señal de RaS y RaT puede cambiar dependiendo de si estabiliza o desestabiliza el sistema.